# Chlosyne schausi
Chlosyne schausi är en fjärilsart som beskrevs av Frederick DuCane Godman och Osbert Salvin 1901. Chlosyne schausi ingår i släktet Chlosyne och familjen praktfjärilar. Inga underarter finns listade i Catalogue of Life.